# Pleuropogon davyi
Pleuropogon davyi là một loài thực vật có hoa trong họ Hòa thảo. Loài này được L.D.Benson miêu tả khoa học đầu tiên năm 1941.